# Funérailles
A Funérailles (Temetés) Liszt Ferenc zongoraműve, a Költői és vallásos harmóniák (S.173) című  sorozat hetedik darabja. 1850–52 körül keletkezett, a végleges változat alcíme October 1849, és a komponista az 1848–49-es forradalom és szabadságharc bukása felett érzett fájdalom hatására írta.

## A mű születése

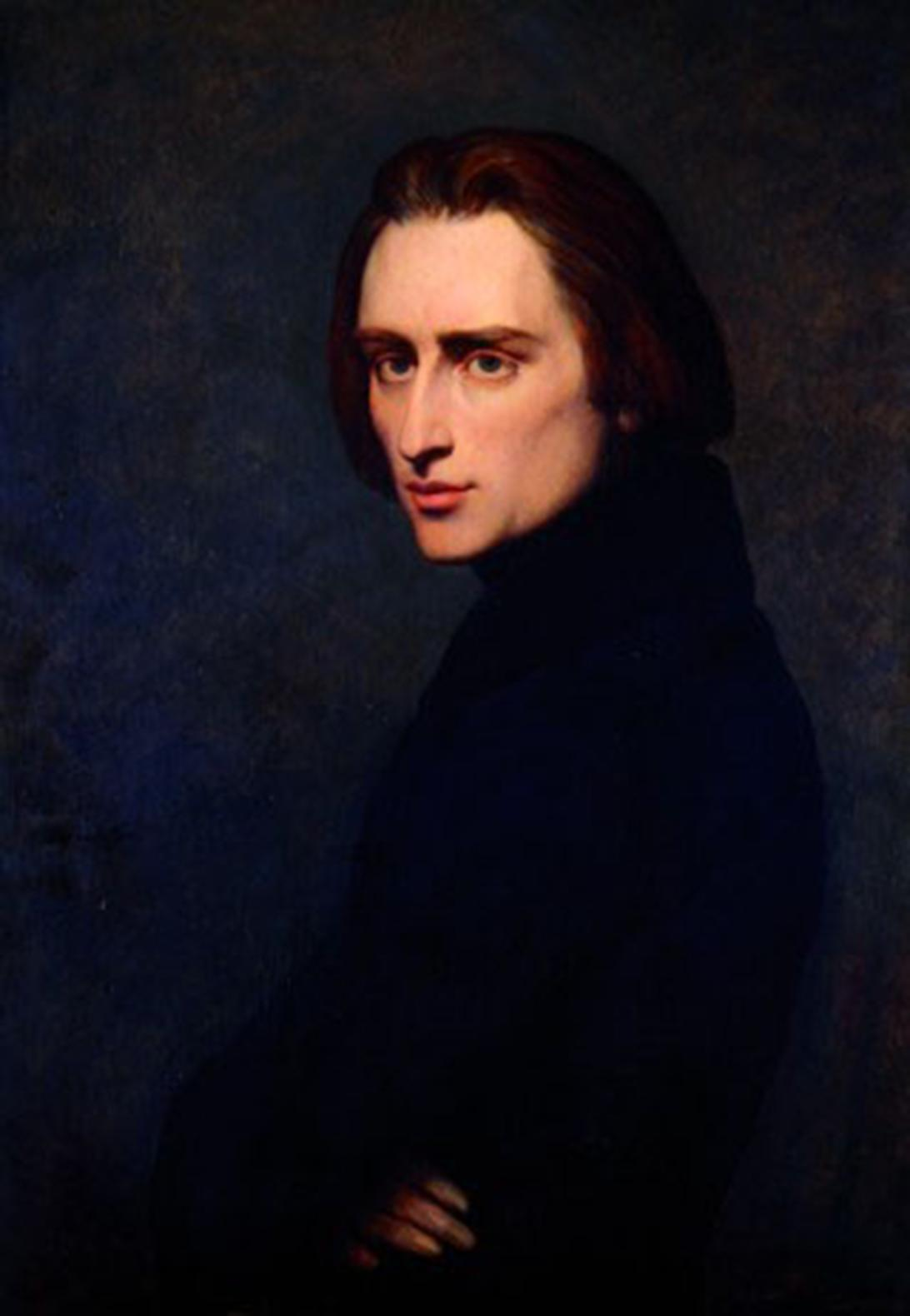
Ary Scheffer: Liszt Ferenc portréja, 1837

A Párizsban felnőtté érő, az Európában mindenütt otthonosan mozgó zongoravirtuóz Liszt 1838-ban, a márciusi nagy pesti árvíz kapcsán döbbent rá magyarságára. Így írt: „Ó, távoli vad hazám! Ismeretlen barátaim! Távoli és nagy családom! Fájdalmaid visszavezettek hozzád és legbensőbb érzéseimben találva megszégyenülten hajtom le fejemet, hogy téged oly soká feledni tudtalak.” Azonnal segélykoncerteket adott az árvíz károsultjai javára, majd 1839-ben Pozsonyban – az éppen tartó országgyűlés következtében – alkalma volt számos magyar államférfival megismerkedni, többek között Széchenyi Istvánnal, Festetics Leóval,  Batthyány Lajostól pedig vacsorameghívást kapott. Attól kezdve magyarországi látogatásai rendszeressé váltak, ünnepelték koncertjein és minden más alkalomból.
Az 1848-as forradalom eseményeit azonnal nagy szimpátiával fogadta, 1848. március 30-án ezt írta Marie d’Agoult-nak: „az én honfitársaim nagyon egyszerűen nagy dolgokat csináltak: szívem mélyéből örülök neki”. Amikor 1848 májusának elején Bécsbe érkezett Carolyne zu Sayn-Wittgenstein hercegnével, s szállodája erkélyéről – kokárdával a gomblyukában – mondott lelkesítő beszédet a tiszteletére összesereglett és a magyar forradalommal szimpatizáló bécsi diákoknak. A forradalom leverése, Batthyány miniszterelnök és az aradi vértanúk kivégzése mélyen megrázta. Ebbeli gyászában írta 1850 és 1852 között az 1849 október alcímet viselő Funérailles-t, és ugyanezek az érzelmek indították Hősi sirató című, nyolcadik szimfonikus költeménye megírására is.
Korábban az volt a nézet, hogy Liszt ezt a művét Chopin halálára írta, de a mű vázlatának kéziratán a „Magyar” alcím szerepel, ezért az „October 1849” alcím csakis október 6-ra utalhat. Kötötték még Felix Lichnowsky herceghez is, de ez sem állta meg a helyét. A kérdésben végül is magának Lisztnek a szavai a döntők: Wittgenstein hercegnének Szekszárdról írt, 1870. szeptember 28-ai keltezésű levelében úgy említi a Funérailles-t, mint Vörösmarty Mihály hozzá írt, Liszt Ferenchez című ódájára („Hírhedett zenésze a világnak…”) adott válaszát (a Hungariával együtt). A felsoroltakon kívül a mű anyaga is egyértelműen magyar vonatkozásáról tanúskodik.

## A zene
A Funérailles Liszt Ferenc egész életművének egyik kiemelkedő mesterműve. Zenei anyaga egyértelműen magyar, a pontozott indulóritmika, a magyar skálából (cigány skálának is mondják) vett másod-hangközök és a súlyos előkék alkalmazása stb. Formája változatos: bevezetés-A-B-C-kóda felépítésű.
Már a bevezetésben (Introduzione, Adagio, f-moll) nyilvánvalóvá válik a magyaros jelleg: kezdőtémája pontozott ritmusú, érdesen harmonizált siratótéma, amely komor, súlyos hangjaival a verbunkos-lassúkkal tart rokonságot. Erőteljes unisonóban éri el a tetőpontot, majd a fájdalmat kifejezve halkul vissza. Érdekesség, hogy ebben a műben, itt találkozhatunk először azzal az új struktúrájú e–asz–desz enharmonikus kvartszext-akkorddal, amely a későbbikben válik Liszt zeneszerzői stílusában gyakorivá. Hangsúlyos szünet után először a bal kéz a tragikus hangulatú, magyaros színezetű gyászdallamot játssza, amihez a jobb kéz akkordikus kíséretet ad, majd ez a dallam már a jobb kézen szólal meg, oktávokká erősödve. A B rész lírai jellegű, a siratásról szól; halk, dallamos zene (Asz-dúr, lagrimoso), amely a variált visszatérés után fokozódik a csúcspontig. A C rész ismét rövid szünetet követően indul, ami a harc megjelenítése – meglepetésre, mert ez időrendileg tulajdonképpen az előző résznek, a siratásnak az előzménye. Liszt ezzel, ebben az esetben is megelőzte a korát: a majdani, évtizedekkel későbbi színházi dramaturgia egyik eszközével, az idősíkok szabad kezelésével operál. A nagy harci roham sotto voce hatalmas crescendóval indul, fergetegessé növekszik a dinamikai csúcspont eléréséig, majd az ostinatohangzás egyre magasabbra emelésével fokozza a feszültséget. Ezekről az ostinato basszus-triolákról Liszt ezt mondta: „ez voltaképpen Chopin ismert Polonézének [az Asz-dúrnak] utánzása, de én egy kicsit másképp csináltam”. Korábban talán ez is adhatta az alapot egyesek számára a darab Chopin halálához kötését. A kódában Liszt az előző részekre utal vissza, azok anyagából idéz. Alaphangulata ismét a siratásé, a gyászinduló, majd a lagrimoso visszatérése. Ezt követően a C csatazenéjének rövid felidézése következik, majd kétszeres pianóban fejeződik be a mű.